# Conostigmus alpinus
Conostigmus alpinus är en stekelart som beskrevs av Jean-Jacques Kieffer 1907. Conostigmus alpinus ingår i släktet Conostigmus och familjen trefåresteklar. Inga underarter finns listade i Catalogue of Life.